# Exline, Iowa
Exline là một thành phố thuộc quận Appanoose, tiểu bang Iowa, Hoa Kỳ. Năm 2010, dân số của thành phố này là 160 người.

## Dân số
Dân số qua các năm:
- Năm 2000: 191 người.
- Năm 2010: 160 người.